# Астеродія
Астеродія, Астеродея або Астеродейя ([æstəˈrɒdiə]; давньогрецьке: Ἀστεροδεία, Ἀστεροδία) — ім'я, яке у грецькій міфології носили кілька персонажів:
- Астеродія — кавказька німфа і одна з Океанід, як дочка Океана і Тетії, мати Абсірта від Еета.[1][2]
- Астеродія — фокейська принцеса, дочка царя Дейона і Діомід, сестра Енета, Філака, Актора і Кефала[3][4]. Її також називали Астерією[5]. Від Фоки вона народила Кріса та Панопея[6]. Брати-близнюки ще в утробі матері посварилися і не змогли порозумітися[7].
- Астеродія — одна з можливих дружин Ендіміона[8][9].
- Астеродія — донька Еврипіла і одна з можливих дружин Ікарія[10].